# 2006 HT122
2006 HT122, também escrito como 2006 HT122, é um objeto transnetuniano que está localizado no Cinturão de Kuiper, uma região do Sistema Solar. Este corpo celeste é classificado como um plutino, pois, o mesmo está em uma ressonância orbital de 2:3 com o planeta Netuno. Ele possui uma magnitude absoluta de 7,2 e tem um diâmetro estimado com 139 km.

## Descoberta
2006 HT122 foi descoberto no dia 26 de abril de 2006 pelo astrônomo Marc W. Buie.

## Órbita
A órbita de 2006 HT122 tem uma excentricidade de 0,006 e possui um semieixo maior de 38,771 UA. O seu periélio leva o mesmo a uma distância de 38,540 UA em relação ao Sol e seu afélio a 39,002 UA.